# Tysklands Grand Prix 1988
Tysklands Grand Prix 1988 var det nionde av 16 lopp ingående i formel 1-VM 1988.

## Resultat
1. Ayrton Senna, McLaren-Honda, 9 poäng
2. Alain Prost, McLaren-Honda, 6
3. Gerhard Berger, Ferrari, 4
4. Michele Alboreto, Ferrari, 3
5. Ivan Capelli, March-Judd, 2
6. Thierry Boutsen, Benetton-Ford, 1
7. Derek Warwick, Arrows-Megatron
8. Mauricio Gugelmin, March-Judd
9. Satoru Nakajima, Lotus-Honda
10. Eddie Cheever, Arrows-Megatron
11. Jonathan Palmer, Tyrrell-Ford
12. Bernd Schneider, Zakspeed
13. Andrea de Cesaris, Rial-Ford
14. Piercarlo Ghinzani, Zakspeed
15. Alex Caffi, BMS Scuderia Italia (Dallara-Ford)
16. Oscar Larrauri, EuroBrun-Ford
17. Rene Arnoux, Ligier-Judd
18. Alessandro Nannini, Benetton-Ford
19. Yannick Dalmas, Larrousse (Lola-Ford) (varv 39, koppling)

### Förare som bröt loppet
- Philippe Streiff, AGS-Ford (varv 38, gasspjäll)
- Riccardo Patrese, Williams-Judd (34, snurrade av)
- Nicola Larini, Osella (27, motor)
- Nigel Mansell, Williams-Judd (16, snurrade av)
- Stefano Modena, EuroBrun-Ford (15, motor)
- Philippe Alliot, Larrousse (Lola-Ford) (8, snurrade av)
- Nelson Piquet, Lotus-Honda (1, snurrade av)

### Förare som ej kvalificerade sig
- Luis Pérez Sala, Minardi-Ford
- Stefan "Lill-Lövis" Johansson, Ligier-Judd
- Julian Bailey, Tyrrell-Ford
- Pierluigi Martini, Minardi-Ford

### Förare som ej förkvalificerade sig
- Gabriele Tarquini, Coloni-Ford